# (12359) Cajigal
(12359) Cajigal es un asteroide que forma parte del cinturón exterior de asteroides y fue descubierto por Orlando Antonio Naranjo desde el Observatorio Astronómico Nacional de Llano del Hato, Mérida, Venezuela, el 22 de septiembre de 1993.

## Designación y nombre
Cajigal se designó al principio como 1993 SN3.
Más adelante, en 2003, fue nombrado en honor del matemático venezolano Juan Manuel Cagigal y Odoardo (1803-1856).

## Características orbitales
Cajigal orbita a una distancia media de 3,2 ua del Sol, pudiendo acercarse hasta 2,701 ua y alejarse hasta 3,7 ua. Tiene una inclinación orbital de 0,945 grados y una excentricidad de 0,1559. Emplea en completar una órbita alrededor del Sol 2091 días. El movimiento de Cajigal sobre el fondo estelar es de 0,1721 grados por día.

## Características físicas
La magnitud absoluta de Cajigal es 12,8 y el periodo de rotación de 11,77 horas.